# PUT (transistor)

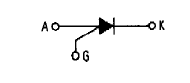
símbol del PUT.

Es diu  PUT  ( Programmable Unijunction Transistor ) a un dispositiu semiconductor de quatre capes (pnpn) el funcionament és similar al de l'UJT. És un tipus de tiristor i, de vegades, se l'anomena "tiristor disparat per ànode" a causa de la seva configuració.
Igual que el UJT, s'utilitza com a oscil·lador i base de temps, però és més flexible, ja que la porta es connecta a un divisor de tensió que permeti variar la freqüència de l'oscil·lador sense modificar la constant de temps RC.